# 牛尾田恭代
牛尾田 恭代（うしおだ やすよ、旧芸名：潮田 恭代）は、日本の女優。大阪府大阪市出身。

## 経歴
大阪女学院中学校・高等学校、帝塚山短期大学家庭生活学科卒業。
帝塚山短期大学1年の時にモデル事務所にスカウトされる。半ば強引に事務所に所属させられるも、オーディションに行くことが面倒くさくて、1年以上オーディションを放棄。しかし、事務所に怒られ、しぶしぶコマーシャルのオーディションに行くと何も面白くもないのに笑顔を要求され、芸能界を「異常な世界だ。」という印象を持つ。しかし後に、座っているだけで、お化粧やヘアーを綺麗に施され、衣装を用意され、「なんだか、お人形になった気分。」と楽しくなり、コマーシャルの仕事をこなし始める。その後、ABCテレビでバラエティ番組「ナイトinナイト」で桂三枝（現桂文枝）と司会。関西テレビ、MBS、テレビ大阪、NHK大阪等で、「潮田恭代」と言う芸名でバラエティの司会、ニュース番組の司会やリポーター、コマーシャル等で活躍。2008年からは、毎年、3ヶ月〜半年アメリカロサンゼルスに滞在。アメリカで女優として活動できるビザを取得。
- 子供の頃、ピアノ、クラシックバレエ、琴、習字、水泳、そろばん、英会話、塾、家庭教師等、習い事を1日2つこなしていた[2]。
- 大阪女学院中学校の時にテニスで大阪代表として、全国大会に出場[3]。
- 趣味は1人で海外旅行に行くこと。絵画鑑賞、オペラ観劇[4]。
- 赤穂浪士の1人、潮田又之丞高教の末裔[5]。
- 絵はかなり好きで特に印象派のモネ、ルノワール、そしてレンブラント等が特に好き[6]。

## 出演

### テレビドラマ
NHK
- 炎立つ（1993年） - 雛菊 役

TBS
- 水戸黄門
  - 第26部 第3話「頑固者の意地比べ・堺」（1998年2月23日）- おしも 役
  - 第27部 第16話「黄門様を探した娘 ・久保田」（1999年7月5日） - 保坂菊江 役
  - 第29部 - 里江 役
- 大岡越前 第15部 第5話「奥医師の娘」（1998年） - 小夜 役
- ストーカー・誘う女 - 竹野由里子 役
- 月曜ドラマスペシャル
  - 「和服デザイナー探偵3」（1998年） - 小堺マリモ 役

日本テレビ
- 冷たい月 - 川辺敦子 役
- 女医 NOTHING LASTS FOREVER - 中村悦子 役
- 14ヶ月〜妻が子供に還っていく〜 - 中尾百合子 役

フジテレビ
- 僕らに愛を! - 空子 役
- 100億の男 - 四宮令子 役
- 愛と罪と - 平川純子 役
- クリスマスドラマSP「聖者が街にやってくる」 - 内藤葉子 役
- 木曜の怪談「ゴーストハンター早紀」 - 池上頼子 役
- 勝利の女神 - 立花恵 役
- 東京23区の女「中央区の女」 - 谷村恭子 役
- COACH - 野川恵子 役
- 世にも奇妙な物語
  - 「無実の男」（1997年） - 川上純子 役
- 走れ公務員! - 熊谷洋子 役
- イマジン（2000年） - 大沢はるか 役
- 女子アナ。（2001年） - 岡野明日香 役
- 傷だらけのラブソング - 篠崎頼子 役
- 春ランマン（2002年） - 一条みどり 役
- アルジャーノンに花束を（2002年） - 成瀬和歌子 役
- ダイヤモンドガール（2003年） - 水島智子 役

テレビ朝日
- Missダイヤモンド - 遠藤美月 役
- 外科医柊又三郎2 - 石橋留美子 役
- せつない〜TOKYO HEART BREAK〜 - 吉田貴子 役
- YASHA-夜叉-（2000年） - 高田真由美 役
- 愛人の掟・あなたに逢いたくて - 渡辺恵子 役
- ツーハンマン（2002年） - 大谷洋子 役
- 異議あり!女弁護士大岡法江（2004年） - 仙道行子 役
- ああ探偵事務所（2004年） - さくら 役
- 相棒（2004年） - 佐々原妙子 役
- 刑事部屋〜六本木おかしな捜査班〜（2005年） - 浅間美喜子 役
- 警視庁捜査一課9係（2006年） - 庄司真美 役
- ミステリースペシャル「おとり捜査官・北見志穂 20」（2017年） - 銀座のクラブのママ 役
- 土曜ワイド劇場
  - 「山村美紗サスペンス」 - 桂木冬美 役
  - 「法医学教室の事件ファイル16」（2002年） - 久光香織 役
  - 「牟田刑事官VS終着駅の牛尾刑事そして事件記者冴子3」（2003年） - 安部美晴 役
  - 「火災調査官・紅蓮次郎5」（2003年 - ） - 紅順子 役
  - 「おとり捜査官・北見志穂7」（2004年） - 谷美栄子 役
  - 「タクシードライバーの推理日誌18」（2004年） - 掛川秀美 役
  - 「西村京太郎トラベルミステリー43」（2005年） - 中本亜紀子 役
  - 「渡り番頭・鏡善太郎の推理3」（2005年） - 河合紘子 役
  - 「事件シリーズ12」（2006年） - 中尾日出子 役
  - 「温泉若おかみの殺人推理16」（2006年） - 野田悠子 役

テレビ東京
- 水曜ミステリー9
  - 「金沢のコロンボ1」（2014年） - 越田順子 役

### 映画
- 難波金融伝・ミナミの帝王
  - ミナミの帝王劇場版partI「銭の二 一千万円の女」（1993年） - 晴美 役
  - ミナミの帝王劇場版partXIII「リストラの代償」（1999年） - あきこ 役
  - ミナミの帝王30「破産の葬列」（2005年） - 由里子 役
- なにわ忠臣蔵（1997年） - 情婦・琴美 役
- 気魄 - ヒデ 役
- ビターコーヒーライフ（2012年） - 内藤洋子 役
- 不倫白書（2013年） - 斉藤晴美 役

### CM
- 資生堂「エリクシール」
- 花春酒造「春夏秋冬」
- ダイショー「カルビクイ」
- シャープ「コミュニケーションパル」
- ライオン「アクロン」
- 大塚製薬「ウレパールプラスローション」
- 安田火災「1人1人のニーズ篇」
- 大阪ガス「空気清浄ファンヒーターエアデュエット」
- 丸三証券「意外ともてる編」
- 朝日生命保険相互会社「保険王〜恋愛ドラマ編〜」
- エクセラ「brillare」

### バラエティー
- ABC「ナイトinナイト」月曜日（司会：桂三枝・牛尾田恭代）
- KTV「新春特番!桂三枝の女学校花ざかり」
- KTV「やる気タイム10」金曜日
- KTV「ワールドアップリンク大阪」金曜日

### ラジオ
- MBS「じゃじゃっこならし」